# Rodina Ryckaert (malíři)
Rodina Ryckaert (malíři) či Rijckaert byla rodina umělců z Antverp, kteří produkovali řadu obrazů během pozdního 16. a v 17. století.

## Významní členové rodiny
- David Ryckaert I. (1560–1607). Během své kariéry málo známý. Dva z jeho synů, které měl s manželkou Catherinou Rem, byli profesionální malíři.
- David Rijckaert II. (1586–1642); nejstarší syn Davida I. Ryckaerta byl jedním z průkopníků malby zátiší ve Vlámsku.
- Marten Ryckaert (1587–1631); druhý syn Davida I. Anthony van Dyck namaloval obraz dvou bratrů, Davida II. a Martena.
- David Rijckaert III. (1612–1661); syn Davida II, vnuk Davida I., synovec Martena. Byl prominentním malířem žánrových obrazů.